# Marlon Harewood
Marlon Harewood (Hampstead, 25 de agosto de 1979) é um futebolista inglês que atua atualmente no Blackpool.

## Carreira
Após passagens por Haka, da Finlândia, Nottingham Forest, Ipswich Town e West Ham, da Inglaterra, chegou ao Aston Villa.
Devido às poucas chances no time do Villa, foi emprestado ao Wolverhampton Wanderers, no primeiro semestre de 2009, e logo após ao Newcastle United, no segundo semestre.
Após os dois empréstimos, em 11 de agosto de 2010, ele assinou um contrato de dois anos com o Blackpool, clube recém promovido a Premier League. Logo em sua estreia pela Premier League 2010-11, marcou dois gols na vitória sobre o Wigan Athletic.